# Weisshorn
El Weisshorn es una montaña en los Alpes Peninos situada en el territorio suizo. Es una de las de mayor altura de los cuatromiles de los Alpes. Se encuentra al norte del Cervino y al noroeste de Zermatt.

## Altura
La altura aparece de manera distinta según la cartografía. La lista oficial de los cuatromiles de los Alpes, publicada por la UIAA en su boletín n.º 145, de marzo de 1994, indica que según la cartografía suiza más reciente, su cota es 4.506 m. En el libro Cuatromiles de los Alpes por rutas normales, Richard Goedeke indica 4.505 m.

## Clasificación SOIUSA
Según la clasificación SOIUSA, el Weisshorn da su nombre a un grupo con el código I/B-9.II-D.8. Forma parte del gran sector de los Alpes del noroeste, sección de los Alpes Peninos, subsección Alpes del Weisshorn y del Cervino, supergrupo Cadena Weisshorn-Zinalrothorn.

## Características

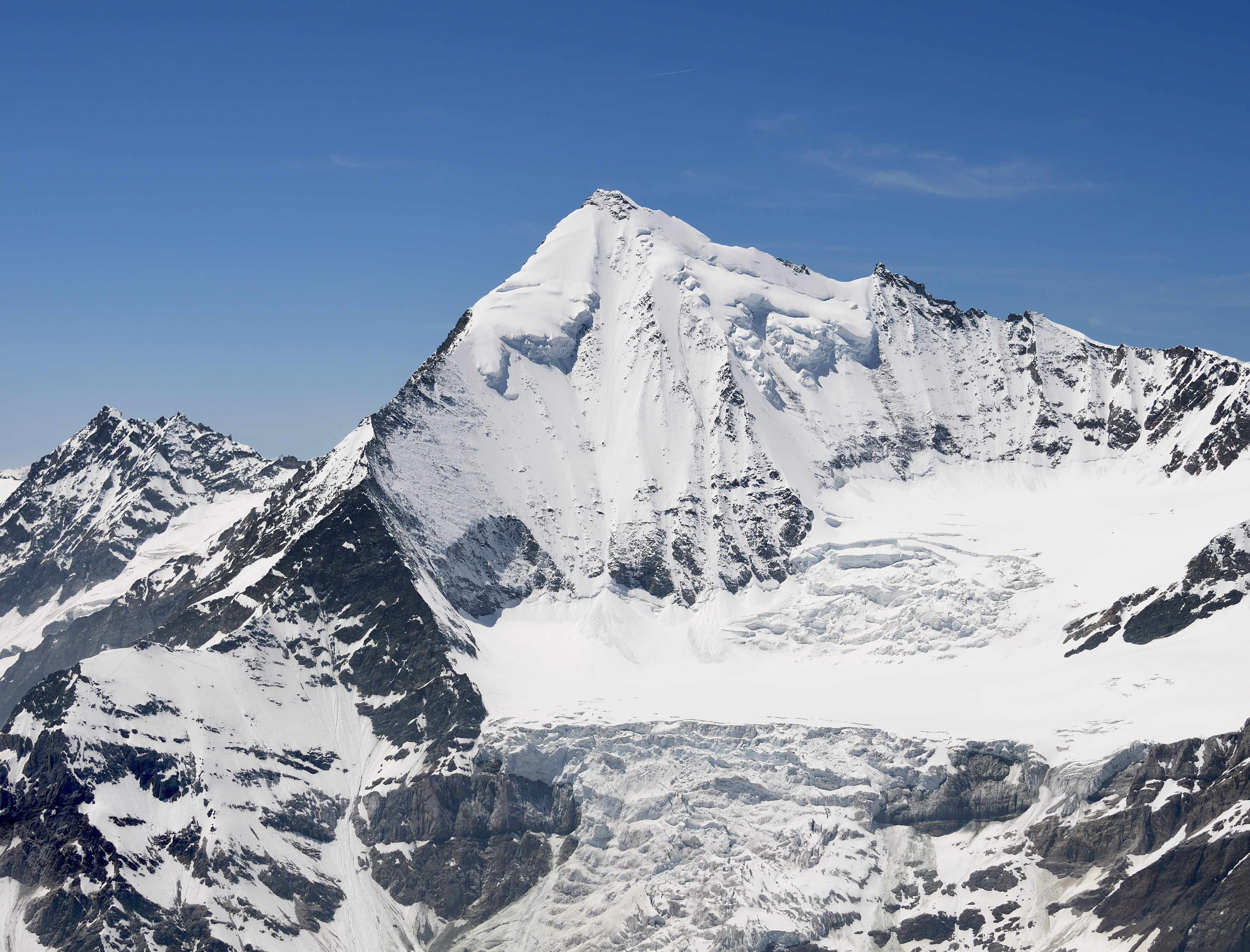
Vista de la cara noroeste del Weisshorn.

La montaña forma parte de la llamada corona imperial, junto con montañas que forman una herradura: Les Diablons (3.609 m), el Bishorn (4.153 m), el Weisshorn (4.505 m), el Schalihorn (3.974 m), el Zinalrothorn (4.221 m), el Trifthorn (3.728 m), el Obergabelhorn (4.062 m), el mont Durand (3.712 m), la Pointe de Zinal (3.790 m), la Dent Blanche (4.356 m), el Grand Cornier (3.961 m), el Pigne de la Lé (3.396 m), y Gardes de Bordón (3.310 m), y en el centro de esta gigantesca parábola el Monte Besso (3.667 m).
La montaña fue ascendida por vez primera el 19 de agosto de 1861 por John Tyndall con los guías J. J. Bennen y Ulrich Wenger. La pared sur fue ascendida por vez primera en el año 1895 por J. M. Biner, A. Imboden y E. Broome.
Sobre el Weisshorn se precipitó en el año 1888 el alpinista alemán Georg Winkler, cuyo cuerpo fue recuperado sólo en el año 1956.

## Ascenso a la cima
La ascensión a la cima puede hacerse normalmente partiendo de la cabaña de Tracuit (3.256 m) o de la cabaña del Weisshorn (Weisshornhutte, 2.932 m). Se puede partir también del vivac Schalijoch (Schalijoch-biwak), pero encontrando mayores dificultades.